# Mionectes
Mionectes és un gènere d'ocells de la família dels tirànids (Tyrannidae). Agrupa espècies natives de l'Amèrica tropical (Neotròpic), on es distribueixen des del sud de Mèxic, a través d'Amèrica Central i del Sud, fins al nord-est de l'Argentina i nord de Bolívia; també a Trinitat.

## Descripció
Les espècies d'aquest gènere són tirànids prims, de bec esvelts, mesurant al voltant de 13 cm de longitud, uniformes i inconspicus, que habiten al sotabosc de selves humides o muntanes. Com les espècies del gènere Leptopogon, aixequen regularment l'ala sobre el dors i són notablement frugívors. Hi ha dos grups força diferenciats dins del present gènere, els Mionectes olivacis (M. olivaceus i M. striaticollis) que tenen les parts inferiors estriades i groguenques i el cap i dors olivacis i habiten en regions andines i Centreamèrica; i els Mionectes rogencs (M. rufiventris, M. macconnelli i M. oleagineus) que no tenen estriat a les parts inferiors, que són rogencs o ataronjats, tenen el cap gris o rogenc i el dors marronós i habiten en terres baixes no andines.

## Taxonomia i etimologia
El gènere va ser erigit l'any 1844 per l'ornitòleg alemany Jean Cabanis amb el mosquer escatós (Mionectes striaticollis) com a espècie tipus.
Les espècies M. macconnelli, M. roraimae, M. oleagineus i M. rufiventris ja van ser separades en el passat en un gènere Pipromorpha per diversos autors i unificades en el present amb base en dades morfològiques. Hi va haver una temptativa de mantenir a Pipromorpha amb base en diferències de plomatge, evident fins i tot al plomatge juvenil i al perfil de la 9a. primària en els mascles adults: com s'ha descrit abans, els Mionectes tenen les parts inferiors estriades i groguenques i el cap i dors olivacis, mentre els proposats Pipromorpha no tenen estriat a les parts inferiors, que són rogenques o ataronjades, tenen el cap gris o marronós i el dors bru; no obstant això, la Proposició N° 202 al Comitè de Classificació de Sud-amèrica (SACC) va ser rebutjada en no haver consens que les diferències justifiquessin la separació.
Noves dades geneticomoleculars de Miller et al. (2008) són consistents amb la resurrecció de Pipromorpha; les 3 espècies a dalt esmentades formen un grup monofilètic que presenta una divergència de 14% en la seqüència del citocrom b respecte de les altres dues. No obstant això, una nova Proposició N° 341 al SACC també no va obtenir consens amb la justificativa que la separació no portaria beneficis per a la taxonomia dels gèneres.
Els amplis estudis geneticomoleculars realitzats per Tello et al. (2009) van descobrir una quantitat de relacions noves dins de la família Tyrannidae que encara no estan reflectits en la majoria de les classificacions. Seguint aquests estudis, Ohlson et al. (2013) van proposar dividir Tyrannidae en cinc famílies, entre les quals Rhynchocyclidae (Berlepsch, 1907) agrupant diversos gèneres entre els quals Mionectes, aquests en una subfamília Pipromorphinae (Wolters, 1977), juntament amb Phylloscartes, Leptopogon, Pseudotriccus i Corythopis. El Comitè Brasiler de Registres Ornitològics (CBRO) adoptà aquesta família, mentre el SACC espera propostes per analitzar els canvis.
El nom genèric Mionectes deriva del grec antic «meionektēs» que significa “petit”, “que va patir pèrdues”.
Segons la Classificació del Congrés Ornitològic Internacional (versió 14.2, 2024) aquest gènere està format per 7 espècies:
- Mionectes striaticollis - mosquer escatós.
- Mionectes olivaceus - mosquer olivaci septentrional.
- Mionectes galbinus - mosquer olivaci meridional.[nota 1][15][1][14]
- Mionectes oleagineus - mosquer ocraci.
- Mionectes macconnelli - mosquer de McConnell.
- Mionectes roraimae - mosquer de Sierra de Lema.[nota 2][16][17]
- Mionectes rufiventris - mosquer capgrís.